# Ośkino (obwód uljanowski)
Ośkino (ros. Кезьмино) – wieś (sieło) w Rosji, w obwodzie uljanowskim, w rejonie inzieńskim. W 2010 liczyła 1457 mieszkańców.